# Уэнлок
Уэнлок (или Венлок), точнее Мач Уэнлок — (англ. Much Wenlock) — средневековое бенедиктинское (клюнийской конгрегации) приорство в Англии, в графстве Шропшир, на восточной окраине современного города Мач Уэнлок (52° 35’ 51" с. ш., 2° 33’ 18" з. д.) en:Much Wenlock Priory.

## Предыстория
Приорство возникло на месте англосаксонского аббатства (единственного известного в графстве Шропшир до 1066), основанного до 690 Меревальдом, королём Магонсете. Двойной монастырь (с мужским и женским отделением и двумя отдельными церквями) управлялся аббатисой. Первой известной аббатисой была Св. Мильбурга, дочь Меревальда. От её родственников аббатство получило ряд земельных владений. В 901 монастырь уже имел настоятелем мужчину, но история его до конца XI в. почти неизвестна. К этому времени он был населён уже не монахами, а группой секулярных каноников, вероятно, без какого-либо определённого устава.

## Основание
Монастырь был основан заново Роджером, графом Шрусбери, вероятно, между 1079 и 1082 и, во всяком случае, до 1086. За ним сохранилась большая часть земель прежнего монастыря. Хотя Роджер имел тесные связи с Клюни, Уэнлок был основан как приорство, подчинённое Ла Шаритэ-сюр-Луар, дочерней клюнийской обители, откуда, вероятно, и прибыли первые монахи. Первоначально приорство было посвящено Св. Троице.

## История
Первоначально община была невелика, и лишь на рубеже XI и XII вв. начался рост монастыря. В 1101 при восстановлении руин церкви были обретены мощи Св. Мильбурги, которая стала небесной покровительницей обители. Почти сразу монахи поручили Жоселину Сен-Бертенскому написать её житие. Почитание этой святой постепенно возрастало, и привело к увеличению значения и благосостояния приорства. Появляются дочерние приорства: Дадли (1160), Пэйсли (1163) и Прин (после 1150).
Долгое время приорство было зависимо от Ла Шаритэ и (опосредованно) от Клюни. Первый, как материнская обитель, назначал приоров, которые почти все были французами, и получал с Уэнлока 100 шиллингов в год. Приоры Уэнлока обязаны были раз в два года присутствовать на генеральных капитулах в Клюни (до 1301), а также на капитулах в Ла Шаритэ. Фактически, однако, они делали это не очень часто.
Начиная с конца XIII в. иностранный статус начал приносить приорству серьёзные проблемы со стороны королевской власти. С началом Столетней войны приор должен был выплачивать короне 170 фунтов ежегодно (более половины своего дохода), хотя вскоре эта сумма была снижена до 50 фунтов. После начала Великой западной схизмы, когда Клюни (в отличие от Англии) поддержало антипапу, английские обители клюнийцев получили фактическую автономию, и приорами стали назначаться англичане. Уэнлок был натурализирован в 1395 за 400 фунтов, а полностью независимым от Ла Шаритэ был признан в 1494 (прямо подчинён папе). Ранее, в течение XV в. несколько раз возникали конфликты между кандидатами на приорство со стороны короля и приора Ла Шаритэ.
Заметной фигурой среди приоров был Гумберт (Имберт) (ок. 1221 — ок. 1260), энергичный и способный человек, который не только расширил хозяйство Уэнлока, но и принимал участие в различных дипломатических миссиях. Джон де Тикфорд (1272—1285), был также энергичным, но склонным к коммерческим авантюрам приором, занятым политическими интригами (он безуспешно добивался места епископа Рочестерского). В период его правления один из монахов бежал из приорства, и, собрав вооружённую банду, намеревался заманить приора в засаду и убить его. Генри де Бонвильяр (1285—1320), имевший тесные личные связи при дворе, благодаря которым сумел смягчить участь приорства как «иностранного», также участвовал в публичной деятельности; он также пользовался доверием руководства клюнийской конгрегации, и не менее четырёх раз действовал в качестве визитатора.
Первый свободно избранный приор, Роуленд Госнелл (1521—1525 или 26), сразу встретился с серьёзной оппозицией под руководством приоров подчинённых обителей, а также ризничего, Уильяма Корфилла, человека довольно незаурядного, обладавшего не только широкими знаниями, в частности, в прикладной геометрии, но и умевшего мастерить органы, часы и куранты, способного починить любой музыкальный инструмент, занимавшегося шелкоткачеством, искусного каменщика, резчика по камню и живописца. Оппозиция безуспешно апеллировала к кардиналу Уолси, но в 1526 или годом ранее добилась отставки или сместила приора, обвинив его во введении обители в задолженность и аморальной жизни. Попытки Госнелла, объяснявшего конфликт с монахами насаждением им суровой дисциплины, вернуть своё положение оказались безуспешными. Визитация 1523 подтвердила как сравнительно слабую дисциплину среди монахов, так и чрезмерные расходы приора на личный двор.
За краткий срок своего пребывания в должности Госнелл немало сделал для ремонта монастырских зданий, написал хронику приоров Уэнлока и сборник о чудесах Св. Мильбурги, и добился от папы личного права носить митру, кольцо и посох, однако в звании титулярного епископа ему было отказано.
Последний приор, Джон Бэйли (1527—1540), был ранее приором ликвидированного в 1525 монастыря Сэндуэлл.
В XIV в. численность монахов Уэнлока стабильно составляла около 40 человек. К 1540 она, однако, упала до 13.

## Хозяйство
Приорство обладало достаточно крупными земельными владениями, большинство из которых было сосредоточено в окрестностях обители. Они были со времён Ричарда I защищены самым широким в пределах графства церковным иммунитетом. Дальнейший рост владений был медленным и незначительным, хотя в позднем Средневековье в их состав вошли земли в Суррее и несколько садов и домов в Лондоне. Земля большей частью сдавалась в аренду на различных условиях; в то же время было развито животноводство: в 1291 приорство владело 976 овцами. На его землях возникают городки Мач Вэнлок и Мэдли. В 1390 впервые упоминается об угольной шахте, а в 1540 о нескольких местах добычи угля и руды, и двух плавильнях; все вместе приносило более 23 фунтов годового дохода.
XIII в. был для Уэнлока временем наибольшего процветания, хотя во второй половине столетия оно было обременено долгами, доходившими (1272) до 1750 марок. Годовой же доход в 1291 составлял 143 фунта 19 шиллингов 8 пенсов. В 1390 мирская собственность приносила дохода 219 фунтов 11 шиллингов 1 пенс, а духовная — 108 фунтов. Накануне роспуска, в 1535, мирская 333 фунта 16 шиллингов 10 ¾ пенсов, а духовная 100 фунтов 4 шиллинга 3 пенса. За вычетом расходов на милостыню хлебом и элем (8 фунтов 5 шиллингов) и некоторых других, чистый доход равнялся 401 фунту 7 шиллингам ¼ пенса. По другим источникам, доход был примерно на 60 фунтов выше. В графстве Шропшир Уэнлок был вторым по уровню обеспеченности монастырём (после Шрусбери).
Церковь приорства, построенная в окончательном виде в XIII в., составляла в длину не менее 106 м.

## Диссолюция
Приорство было распущено 26 января 1540. Приор Бэйли получил пенсион в 80 фунтов, и удалился в Мэдли, где умер в 1553, 12 остальным монахом было назначено от 6 фунтов 13 шиллингов 4 пенсов до 5 фунтов 6 шиллингов 8 пенсов. Некоторые из монахов исполняли в дальнейшем в округе обязанности священников. Часть зданий приорства были превращены в частный дом, и используются в этом качестве до сих пор (почти не изменив внешнего вида); другие, включая церковь, постепенно превратились в руины, которые в настоящий момент находятся под охраной организации «Английское наследие» .
Мощи Св. Мильбурги были сожжены протестантами в 1547 .

## Аббатисы Уэнлока
- (?) Лиобсинда, до 690.
- Св. Мильбурга, упом. к 690, ум. после 727.

## Приоры Уэнлока
- (?) Петр, упом. 1120.
- Рейнольд, упом. до 1138 и до 1151-57.
- Гумбальд или Винебальд, упом. с 1155-60 до 1171-75.
- Питер de Leia, отрекся 1176.
- Джон, упом. 1190.
- Роберт, упом. 1191-94, 1192.
- Генри, упом. ок. 1196.
- Джойберт, упом. между 1198 и 1215.
- Гумберт или Имберт, упом. С 1221 до 1260.
- Эймо de Montibus, назначен 1261, ум. или отрекся 1272.
- Джон de Tycford, назначен 1272, отрекся 1285.
- Генри de Bonvillars, назначен 1285, ум. 1320.
- Гишар de Charlieu, назначен 1320, упом. 1344.
- Генри de Myons, упом. 1354, ум. 1369.
- Отто de Fleury, назначен 1370, упом. 1372.
- Уильям of Pontefract, назначен 1376, упом. 1377.
- Роджер Wyvel, упом. 1388, ум. 1397.
- Джон Stafford, назначен 1397, отрекся 1435.
- Уильям Brugge, назначен 1435, отрекся 1438.
- Роджер Barry, назначен 1438, ум. 1462.
- Роджер Wenlock, назначен 1462.
- Джон Stratton, назначен королём 1468.
- Джон Shrewsbury, назначен приором Ла Шаритэ 1471, отрекся 1482.
- Томас Sudbury, назначен 1482, отрекся 1485.
- Ричард Singer или Wenlock, назначен 1486-87, ум. 1521.
- Роуленд Gosnell или Bridgnorth, избран 1521, отрекся или смещен 1526 или 27.
- Джон Bayley или Cressage, избран 1527, сдал приорство 1540 .